# Sigurður Einarsson
Sigurður Einarsson (ur. 28 września 1962) – islandzki lekkoatleta, który specjalizował się w rzucie oszczepem.
W 1992 roku brał udział w igrzyskach olimpijskich – uzyskał wynik 80,34 i zajął 5. miejsce. Czterokrotny uczestnik mistrzostw świata – Rzym 1987 (nie awansował do finału), Tokio 1991 (6. miejsce w finale z rezultatem 83,46), Stuttgart 1993 (nie awansował do finału) oraz Göteborg 1995 (nie awansował do finału). Trzykrotny reprezentant Islandii w mistrzostwach Europy – Stuttgart 1986 (odpadł w eliminacjach), Split 1990 (odpadł w eliminacjach) oraz Helsinki 1994 (odpadł w eliminacjach). Trzy razy zdobywał złoty medal igrzysk małych państw Europy. Cztery razy wygrywał krajowy czempionat – w 1980, 1983, 1985 oraz 1995.
Rekord życiowy: 84,94 (6 maja 1991, Shizuoka)